# Герб Малої Росії
Герб Малої Росії (Малоросії) — герб Лівобережної України часів Другої малоросійської колегії 1766–1782 рр.

## Проєкти
1765 року президент малоросійської колегії граф Рум'янцев запропонував замінити стару печатку з козаком (гербом Війська Запорозького) новим знаком і подав два «абриси на апробацію: один із щитотримачами-малоросіянами з бунчуком, а другий — під короною імператорською з сінню, щити ж під короною княжою». На щиті розміщувалися герби п'яти князівств, які колись були на території Гетьманщини: Київського — срібний Архангел Михаїл на блакитному тлі, Переяславського — срібна вежа на червоному тлі, Стародубського — зелений дуб на червоному тлі, Сіверського — золотий мур на червоному тлі, Чернігівського — чорний орел на блакитному тлі, в центрі — герб Російської імперії у вигляді двоголового орла з вензелем імператриці Катерини ІІ на щитку.

## Затвердження
На дану пропозицію геральдична контора зауважила, що недоцільно державний герб Росії розміщувати в центральному щитку, адже так може скластися враження, що Росія є часткою чи князівством Малоросії.  Окрім цього Герольмейстерська контора змінила земельні герби. В результаті затверджений імператрицею варіант великого герба Малоросії був таким: на золотому щиті імператорський орел, що тримає на грудях щиток з гербами п'яти малоросійських князівств покритий князівською короною, щит розташований під золотою сінню, яку покриває імператорська корона. Герби князівств: Київського — на блакитному тлі Архангел Михаїл в срібному одязі, в правій руці срібний меч, в лівій такого ж металу щит, Переяславського — на червоному тлі срібна вежа з трьома зубцями що стоїть на зеленій землі, Стародубського — на білому тлі зелений дуб на такій же землі, Сіверського — на червоному тлі золотий мур, Чернігівського — на білому тлі чорний орел з золотою короною, таким же носом і ногами, в лівій нозі тримаючий золотий діагональний хрест. Герб із щитотримачами імперський уряд відкинув з бажання позбутися згадки про козацтво і хоч якогось натяку на попередній герб Гетьманщини. Таким чином, даний герб став об'єктивно відбивати статус Гетьманщини часів Другої малоросійської колегії — статус обмеженої автономії в рамках імперії.

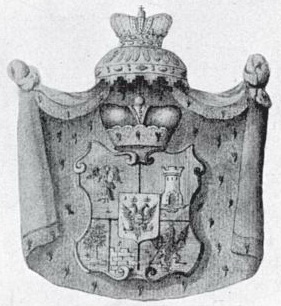
Проєкт Румянцева
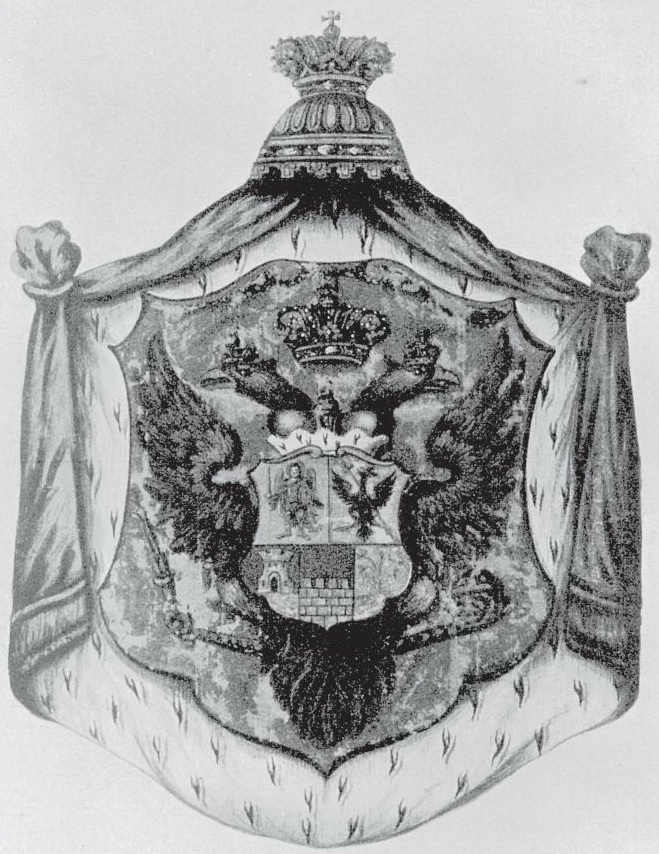
Проєкт Герольдконтори
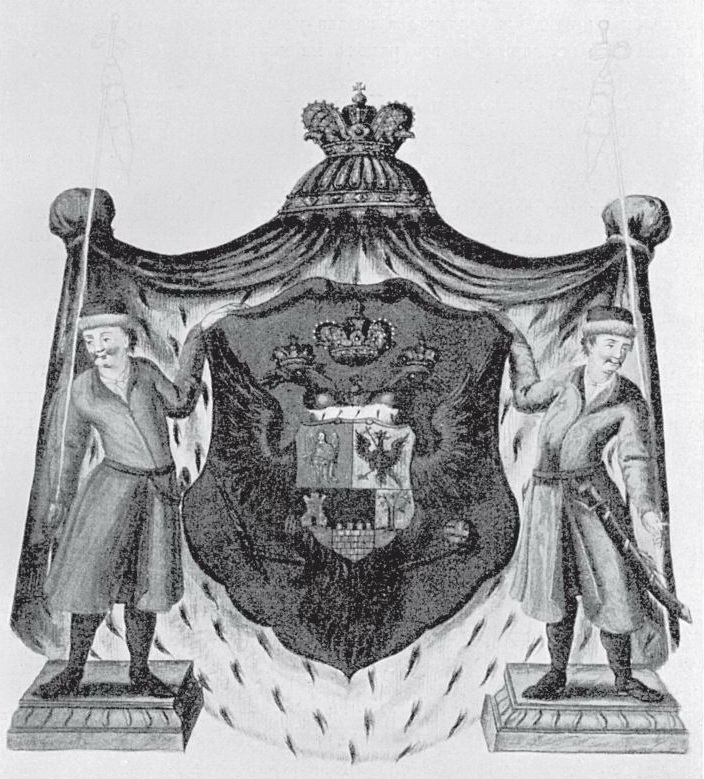
Проєкт Герольдконтори №2